# Megisba monacha
Megisba monacha är en fjärilsart som beskrevs av Grose-smith 1894. Megisba monacha ingår i släktet Megisba och familjen juvelvingar. Inga underarter finns listade i Catalogue of Life.